# داميان إنجلش
داميان إنجلش (بالإنجليزية: Damien English)‏ هو سياسي أيرلندي، ولد في 21 فبراير 1978 في جمهورية أيرلندا. حزبياً، نشط في فاين جايل.

## مناصب
- في الانتخابات العمومية الإيرلندية 2002 [الإنجليزية]‏، انتخب نائب دييل عن دائرة ميث [الإنجليزية]‏ وقد انضم خلال فترته النيابية ‏ (6 يونيو 2002 – 26 أبريل 2007) للكتلة البرلمانية فاين جايل.
- في الانتخابات العمومية الأيرلندية 2007 [الإنجليزية]‏، انتخب نائب دييل عن دائرة Meath West (Dáil constituency) [الإنجليزية]‏ وقد انضم خلال فترته النيابية ‏ (14 يونيو 2007 – 1 فبراير 2011) للكتلة البرلمانية فاين جايل.
- في 2016 Irish general election [الإنجليزية]‏، انتخب نائب دييل عن دائرة Meath West (Dáil constituency) [الإنجليزية]‏ وقد انضم خلال فترته النيابية [الإنجليزية]‏ (10 مارس 2016 – ) للكتلة البرلمانية فاين جايل.
- في الانتخابات العمومية الأيرلندية 2011 [الإنجليزية]‏، انتخب نائب دييل عن دائرة Meath West (Dáil constituency) [الإنجليزية]‏ وقد انضم خلال فترته النيابية [الإنجليزية]‏ (9 مارس 2011 – 3 فبراير 2016) للكتلة البرلمانية فاين جايل.

## وصلات خارجية
- الموقع الرسمي